# Irã nos Jogos Olímpicos de Verão de 2012
O Irã competiu nos Jogos Olímpicos de Verão de 2012, que aconteceram na cidade de Londres, no Reino Unido, de 27 de julho até 12 de agosto de 2012.

## Medalhas
| Atleta               | Esporte        | Evento                   | Medalha |
| -------------------- | -------------- | ------------------------ | ------- |
| Behdad Salimi        | Halterofilismo | Mais de 105 kg masculino | Ouro    |
| Sajjad Anoushiravani | Halterofilismo | Mais de 105 kg masculino | Prata   |
| Navab Nassirshalal   | Halterofilismo | Até 105 kg masculino     | Prata   |
| Kianoush Rostami     | Halterofilismo | Até 85 kg masculino      | Bronze  |

## Desempenho

### Halterofilismo
Masculino
| Atleta                      | Evento | Arranque (kg) | Arremesso (kg) | Total (kg) | Posição           |
| --------------------------- | ------ | ------------- | -------------- | ---------- | ----------------- |
| Sohrab Moradi               | -85kg  | DNF           | DNF            | DNF        | DNF               |
| Kianoush Rostami            | -85kg  | 171,0         | 209,0          | 380,0      | Medalha de bronze |
| Saeid Mohammadpourkarkaragh | -94kg  | 183,0         | 219,0          | 402,0      | 5º                |
| Navab Nassirshalal          | -105kg | 184,0         | 227,0          | 411,0      | Medalha de prata  |
| Behdad Salimi               | +105kg | 208,0         | 247,0          | 455,0      | Medalha de ouro   |
| Sajjad Anoushiravani        | +105kg | 204,0         | 245,0          | 449,0      | Medalha de prata  |

### Lutas
O Irã conquistou sete vagas na Copa do Mundo de Lutas de 2011, realizada em Istanbul, na Turquia, do dia 12 ao dia 18 de setembro de 2011.
- Categoria de peso -55 kg, na luta livre masculina;
- Categoria de peso -66 kg, na luta livre masculina;
- Categoria de peso -74 kg, na luta livre masculina;
- Categoria de peso -96 kg, na luta livre masculina;
- Categoria de peso -60 kg, na luta greco-romana masculina;
- Categoria de peso -66 kg, na luta greco-romana masculina;
- Categoria de peso -120 kg, na luta livre feminina.

### Natação
Masculino
| Atletas           | Evento      | Eliminatórias | Eliminatórias | Semifinal   | Semifinal   | Final       | Final       |
| Atletas           | Evento      | Tempo         | Posição       | Tempo       | Posição     | Tempo       | Posição     |
| ----------------- | ----------- | ------------- | ------------- | ----------- | ----------- | ----------- | ----------- |
| Mohammed Bidaryan | 100 m livre | 52s93         | 42º           | Não avançou | Não avançou | Não avançou | Não avançou |

### Remo
Masculino
| Equipe       | Evento        | Eliminatórias | Eliminatórias | Repescagem | Repescagem | Quartas | Quartas  | Semifinal | Semifinal | Final   | Final                |
| Equipe       | Evento        | Tempo         | Posição       | Tempo      | Posição    | Tempo   | Posição  | Tempo     | Posição   | Tempo   | Posição (Pos. final) |
| ------------ | ------------- | ------------- | ------------- | ---------- | ---------- | ------- | -------- | --------- | --------- | ------- | -------------------- |
| Mohsen Shadi | Skiff simples | 7m27s42       | 6º R          | 7m11s55    | 2º Q       | 7m32s72 | 6º S C/D | 8m20s29   | 6º FD     | 7m31s42 | 4º (22º)             |

### Taekwondo
O Irã conseguiu vaga para duas categorias de peso, ambas conquistadas no pré-olímpico, realizado em Baku, no Azerbaijão:
- até 68 kg masculino;
- até 80 kg masculino.

### Tênis de mesa
Individual
| Atleta          | Prova     | Fases preliminares                                       | Ronda 1                | Ronda 2                | Ronda 3/4              | Quartos-finais         | Semifinais             | Final                  |
| Atleta          | Prova     | Adversário e resultado                                   | Adversário e resultado | Adversário e resultado | Adversário e resultado | Adversário e resultado | Adversário e resultado | Adversário e resultado |
| --------------- | --------- | -------------------------------------------------------- | ---------------------- | ---------------------- | ---------------------- | ---------------------- | ---------------------- | ---------------------- |
| Neda Shahsavari | Masculino | NGR Olufunke Oshonaike D 13-11 8-11 8-11 -9 4-11 -5 3-11 | Não avançou            | Não avançou            | Não avançou            | Não avançou            | Não avançou            | Não avançou            |

### Tiro
Masculino
| Atleta              | Evento                | Qualificação | Qualificação | Final       | Final       | Posição |
| Atleta              | Evento                | Placar       | Posição      | Placar      | Total       | Posição |
| ------------------- | --------------------- | ------------ | ------------ | ----------- | ----------- | ------- |
| Ebrahim Barkhordari | Pistola de ar de 10 m | 569          | 33º          | Não avançou | Não avançou | 33º     |
| Ebrahim Barkhordari | Pistola livre 50 m    | 552          | 27º          | Não avançou | Não avançou | 27º     |

### Tiro com arco
| Atleta        | Prova                | Rodada de classificação | Rodada de classificação | Ronda dos 64                       | Ronda dos 32           | Ronda dos 16           | Quartos-finais         | Semifinais             | Final                  | Final       |
| Atleta        | Prova                | Placar                  | Pos.                    | Adversário e resultado             | Adversário e resultado | Adversário e resultado | Adversário e resultado | Adversário e resultado | Adversário e resultado | Pos.        |
| ------------- | -------------------- | ----------------------- | ----------------------- | ---------------------------------- | ---------------------- | ---------------------- | ---------------------- | ---------------------- | ---------------------- | ----------- |
| Milad Vaziri  | Individual masculino | 662                     | 39º                     | MEX E. Vélez D 1-1, 0-2, 0-2, 0-2  | Não avançou            | Não avançou            | Não avançou            | Não avançou            | Não avançou            | Não avançou |
| Zahra Dehghan | Individual feminino  | 614                     | 55º                     | MEX M. Avitia D 1-1, 0-2, 1-1, 0-2 | Não avançou            | Não avançou            | Não avançou            | Não avançou            | Não avançou            | Não avançou |